# Psilocera pandens
Psilocera pandens är en stekelart som först beskrevs av Walker 1872.  Psilocera pandens ingår i släktet Psilocera och familjen puppglanssteklar. Inga underarter finns listade i Catalogue of Life.